# Niewcyrski Potok
Niewcyrski Potok (niem. Nefcerský potok, słow. Nefcerský potok, węg. Nefcer-patak) – główny ciek wodny Niewcyrki (bocznej odnogi Doliny Koprowej) w słowackich Tatrach Wysokich.
Wypływa z Niżniego Teriańskiego Stawu i płynie na zachód w kierunku dna Doliny Koprowej. Na wysokim, trzystopniowym progu Niewcyrki tworzy serię kaskad (Niewcyrskie Siklawy). Już w odległości kilkuset metrów od brzegu jeziora powstaje Wyżnia Niewcyrska Siklawa o wysokości około 30 m. Poniżej niej na odcinku około 100 m potok spływa bardzo stromo tworząc liczne kaskady i wypływa na prawie poziomą Wyżnią Garajową Rówień, następnie między Wyżnią i Niżnią Garajową Równią niezbyt stromo spływa przez las czyniąc więcej szumu, niż wodospadowej grozy. Na następnym progu tworzy Pośrednią Niewcyrską Siklawę o wysokości około 40 m. Przepływa cicho przez Niedźwiedzią Rówień i na najniższym progu tworzy Niżnią Niewcyrską Siklawę. Ma wysokość około 60 m i jest najwyższą z trzech Niewcyrskich Siklaw. Po osiągnięciu dna Doliny Koprowej potok przepływa pod drogą do Koprowej Wody i zaraz po lewej stronie drogi (patrząc od dołu) uchodzi do Koprowej Wody jako jej lewy (orograficznie) dopływ.
Niewcyrski Potok ma tylko jeden dopływ – Krótki Potok wypływający pod przełęczą Szpara.
Dawniej Niewcyrski Potok nazywany był Teriańskim Potokiem. Nazwa pochodziła od Teriańskich Stawów lub od wcześniejszej nazwy doliny Niewcyrki – Dolina Teriańska.